# Ènnec (pare d'Ènnec Aritza)
Ènnec (m. ca. 780) és considerat l'avantpassat epònim de la dinastia Ènnega, fundadora del regne de Pamplona.
Apareix citat per l'historiador andalusí Ibn Hayyan com a pare d'Ènnec Aritza, primer rei de Pamplona. Al text hi consta el seu fill com Wennekoh ibn Wennekoh («Ènnec, fill d'Ènnec»). En canvi, les genealogies de Roda només recullen la successió a partir d'Ènnec Aritza i no esmenten res del seu pare. Es desconeix el patrònim d'Ènnec, hom afirma que podria atribuir-se-li el cognom Ximenes, atesa l'existència dels germans Ènnec i Garcia Ximenes, que l'encapçalen una segona llista de Roda sense títol de rei.
Amb la seva esposa, de la qual es desconeix el nom, va tenir dos fills: Ènnec, mort el 851 o 852, i Fortuny, assassinat el 843. Probablement va morir vers el 780, data a partir de la qual la vídua, mare d'Ènnec i Fortuny, es casa amb Mussa ibn Fortun, membre de la família Banu Qassi, i que en naixerà Mussa ibn Mussa el 785.